# Chrastava
Chrastava é uma cidade checa localizada na região de Liberec, distrito de Liberec.